# Nothoscordum carambolense
Nothoscordum carambolense är en amaryllisväxtart som beskrevs av Pierfelice Ravenna. Nothoscordum carambolense ingår i släktet vaniljlökar, och familjen amaryllisväxter. Inga underarter finns listade i Catalogue of Life.